# Balkan International Basketball League 2021-2022
La Balkan International Basketball League 2021-2022 è la 14ª edizione della Lega Balcanica.

## Squadre partecipanti
| Bulgaria - Balkan Botevgrad - Akademik Plovdiv - Levski Sofia - Beroe | Israele - Hap. Galil Elyon - Maccabi Haifa - Ironi Nahariya | Macedonia del Nord - Kumanovo - Akademija FMP - TFT Skopje | Kosovo - Pristina | Montenegro - Ibar Rožaje |

## Regular season

### Gruppo A
|    | Squadra          | G | V | P | PF  | PS  | Dif  | P.ti | Qual.         |
| -- | ---------------- | - | - | - | --- | --- | ---- | ---- | ------------- |
| 1. | Hap. Galil Elyon | 8 | 7 | 1 | 604 | 461 | +143 | 15   | Secondo turno |
| 2. | Maccabi Haifa    | 8 | 5 | 3 | 599 | 561 | +38  | 13   | Secondo turno |
| 3. | Balkan Botevgrad | 8 | 4 | 4 | 591 | 583 | +8   | 12   | Secondo turno |
| 4. | Levski Sofia     | 8 | 2 | 6 | 464 | 513 | -49  | 10   | Secondo turno |
| 5. | Akademija FMP    | 8 | 2 | 6 | 615 | 755 | -140 | 10   |               |
| 6. | Kumanovo         | 8 | 0 | 0 | 0   | 0   | 0    | 0    |               |

### Gruppo B
|    | Squadra          | G  | V | P | PF  | PS  | Dif  | P.ti | Qual.         |
| -- | ---------------- | -- | - | - | --- | --- | ---- | ---- | ------------- |
| 1. | Ironi Nahariya   | 10 | 8 | 6 | 801 | 684 | +117 | 18   | Secondo turno |
| 2. | Pristina         | 10 | 6 | 4 | 848 | 794 | +54  | 16   | Secondo turno |
| 3. | Akademik Plovdiv | 10 | 5 | 5 | 786 | 793 | -7   | 15   | Secondo turno |
| 4. | TFT Skopje       | 10 | 5 | 5 | 799 | 826 | -27  | 15   | Secondo turno |
| 5. | Beroe            | 10 | 3 | 7 | 791 | 856 | -65  | 13   |               |
| 6. | Ibar Rožaje      | 10 | 3 | 7 | 749 | 821 | -72  | 13   |               |

## Secondo turno
Tutte le squadre mantengono i punti degli scontri diretti della prima fase mentre si scontrano in gare di andata e ritorno contro le due squadre dell'altro girone.

### Gruppo C
|    | Squadra          | G | V | P | PF  | PS  | Dif | P.ti | Qual.                           |
| -- | ---------------- | - | - | - | --- | --- | --- | ---- | ------------------------------- |
| 1. | Hap. Galil Elyon | 6 | 4 | 2 | 439 | 380 | +59 | 10   | Ammessa alle semifinali         |
| 2. | Levski Sofia     | 6 | 4 | 2 | 405 | 366 | +39 | 10   | Qualificate ai quarti di finale |
| 3. | Pristina         | 6 | 3 | 3 | 456 | 471 | -15 | 9    | Qualificate ai quarti di finale |
| 4. | Akademik Plovdiv | 6 | 1 | 5 | 441 | 524 | -83 | 7    |                                 |

### Gruppo D
|    | Squadra          | G | V | P | PF  | PS  | Dif  | P.ti | Qual.                           |
| -- | ---------------- | - | - | - | --- | --- | ---- | ---- | ------------------------------- |
| 1. | Ironi Nahariya   | 6 | 5 | 1 | 510 | 429 | +81  | 11   | Ammessa alle semifinali         |
| 2. | Balkan Botevgrad | 6 | 4 | 2 | 518 | 457 | +61  | 10   | Qualificate ai quarti di finale |
| 3. | Maccabi Haifa    | 6 | 3 | 3 | 506 | 516 | -10  | 9    | Qualificate ai quarti di finale |
| 4. | TFT Skopje       | 6 | 0 | 6 | 422 | 552 | -130 | 6    |                                 |

## Play-off

### Quarti di finale
| Squadra 1        | Totale    | Squadra 2     | Andata | Ritorno |
| ---------------- | --------- | ------------- | ------ | ------- |
| Balkan Botevgrad | 165 – 148 | Pristina      | 83–85  | 82–63   |
| Levski Sofia     | 169 – 188 | Maccabi Haifa | 83–91  | 86–97   |

### Final Four
|  | Semifinali       | Semifinali       | Semifinali    |               |                  | Finale             | Finale             | Finale             |  |
|  |                  |                  |               |               |                  |                    |                    |                    |  |
|  | Hap. Galil Elyon | Hap. Galil Elyon | 80            |               |                  |                    |                    |                    |  |
|  | Hap. Galil Elyon | Hap. Galil Elyon | 80            |               |                  |                    |                    |                    |  |
|  | Ironi Nahariya   | Ironi Nahariya   | 46            |               |                  |                    |                    |                    |  |
|  | Ironi Nahariya   | Ironi Nahariya   | 46            |               | Hap. Galil Elyon | Hap. Galil Elyon   | 86                 |                    |  |
|  |                  |                  |               |               | Hap. Galil Elyon | Hap. Galil Elyon   | 86                 |                    |  |
|  |                  |                  | Maccabi Haifa | Maccabi Haifa | 70               |                    |                    |                    |  |
|  | Maccabi Haifa    | Maccabi Haifa    | Maccabi Haifa | Maccabi Haifa | 70               | 86                 |                    |                    |  |
|  | Maccabi Haifa    | Maccabi Haifa    |               |               |                  | 86                 |                    |                    |  |
|  | Balkan Botevgrad | Balkan Botevgrad | 81            |               |                  | Finale terzo posto | Finale terzo posto | Finale terzo posto |  |
|  | Balkan Botevgrad | Balkan Botevgrad | 81            |               |                  |                    |                    |                    |  |
|  |                  |                  |               |               |                  |                    |                    |                    |  |
|  |                  |                  |               |               |                  | Balkan Botevgrad   | Balkan Botevgrad   | 65                 |  |
|  |                  |                  |               |               |                  | Balkan Botevgrad   | Balkan Botevgrad   | 65                 |  |
|  |                  |                  |               |               |                  | Ironi Nahariya     | Ironi Nahariya     | 86                 |  |

### Finale
| Arbitri: | Ognjen Jokić Aleksandar Pavlov Iōannīs Agrafiotīs |

| |            | |
| Kennedy 21 | Punti      | 16 Taylor |
| Iroegbu, Lewis 6 | Assist     | 4 Vaughn |
| Levi 9 | Rimbalzi   | 12 Taylor |
| 2 Iroegbu• 5 Eisendorf• 15 Levi• 17 Kennedy• 33 Chachashvili 4 Mashour• 6 Washington• 10 Cohen• 13 Kozikaro• 22 Stove• 40 Lewis• 55 Levin | Formazioni | 17 Vaughn• 21 Gilder• 24 Putney• 25 Taylor• 28 Kozahinof 5 Smith• 7 Hayun• 11 Levitch• 15 Mitchell• 18 Chen• 22 Freund• 77 Yacoubou |
| Barak Peleg | Allenatori | Offer Rahimi |